# Ёмиури-Рандо-маэ
Станция Ёмиури-Рандо-Маэ (яп. 読売ランド前駅 ёмиури рандо маэ эки) — железнодорожная станция на линии Одавара, расположенная в городе Кавасаки, префектуры Канагава. Станция расположена в 19,2 километра от конечной станции линии Одакю — Синдзюку. Станция была открыта 1 апреля 1927 года под названием Ниси-Икута (яп. 西生田駅 ниси икута эки). Нынешнее название станция получила в 1 марта 1964 года. Постройка нового здания станция была закончена в 1995 году. Станция расположена вблизи парка развлечений Yomiuri Land.

## Планировка станции
2 пути и две боковые платформы.
| 1 | ■ Линия Одавара | Матида ・ Хон-Ацуги ・ Одавара ・(Hakone Tozan Railway) Хаконэ-Юмото ・(Линия Тама) Каракида ・(Линия Эносима) Фудзисава ・ Катасэ-Эносима |
| 2 | ■ Линия Одавара | Кёдо ・ Симо-Китадзава ・ Синдзюку ・ (Линия Тиёда) Аясэ ・ Линия Дзёбан Торидэ                                                            |

## Близлежащие станции
| «             |               | Линия                           |               | »             |
| Линия Одавара | Линия Одавара | Линия Одавара                   | Линия Одавара | Линия Одавара |
| ------------- | ------------- | ------------------------------- | ------------- | ------------- |
| Икута         |               | Semi Express (準急)             |               | Юригаока      |
| Икута         |               | Section Semi Express (区間準急) |               | Юригаока      |
| Икута         |               | Local (各駅停車)                |               | Юригаока      |